# Miklós Istvánffy
Dans le nom hongrois Istvánffy Miklós, le nom de famille précède le prénom, mais cet article utilise l’ordre habituel en français Miklós Istvánffy, où le prénom précède le nom.
Œuvres principales
«Historiarum de rebus Hungaricis libri XXXIV ab anno 1490 ad annum 1605» ("Histoire de Hongrie")
Le baron Miklós Istvánffy de Baranyavár et Kisasszonyfalva (en hongrois baranyavári és kisasszonyfalvi báró Istvánffy Miklós, en latin Nicolaus Istuanfius, 1538 - 1615) est un historien humaniste, poète, vice-palatin de Hongrie, capitaine de la ville d'Ödenburg.

## Biographie
Miklós Istvánffy étudie à l'Université de Bologne. Protégé de Miklós Oláh, Prince-primat de Hongrie, ce dernier devient son instructeur à Padoue de 1552 à 1556. Il devient son secrétaire de 1562 à 1568. À la mort de ce dernier, il devient secrétaire de la Chancellerie hongroise à la Cour de Vienne de l'empereur Maximilien II. Il en est nommé vice-chancelier en 1575. Par la suite, il gagne la confiance de l'empereur Rodolphe II. Il est nommé conseiller impérial et devient vice-Palatin de Hongrie (nádori helytartó ou alnádor) (1582-1608) et Maître des portes de 1599 à sa mort.
En même temps que l'exercice de sa charge de vice-palatin, il donne à Cologne en 1622, in-foll, puis en 1662 et 1685 une Histoire de Hongrie qui prend la suite de celle de Antonio Bonfini. Elle est réimprimée à Vienne en 1757 et en Hongrie en 1870. 
Divisée en 24 volumes, elle part de la mort du roi Mathias Corvin en 1490, pour arriver jusqu'au couronnement du roi Mathias en 1612.
Marquée par l'influence du Concile de Trente, l'œuvre de Istuanfius ne tarde pas à devenir une référence au même titre que celle de Antonio Bonfini. Cette histoire est d'autant plus estimable qu'il fut employé par les Empereurs Maximilien II et Rodolphe II, dans les affaires les plus importantes.
La continuation de cette histoire par le jésuite Jacques Ketteler, qui est parue en 1724, n'est pas estimée en raison des nombreuses erreurs historiques dont il l'a remplie.
Il a également été membre de l'ambassade de Transylvanie en 1598.

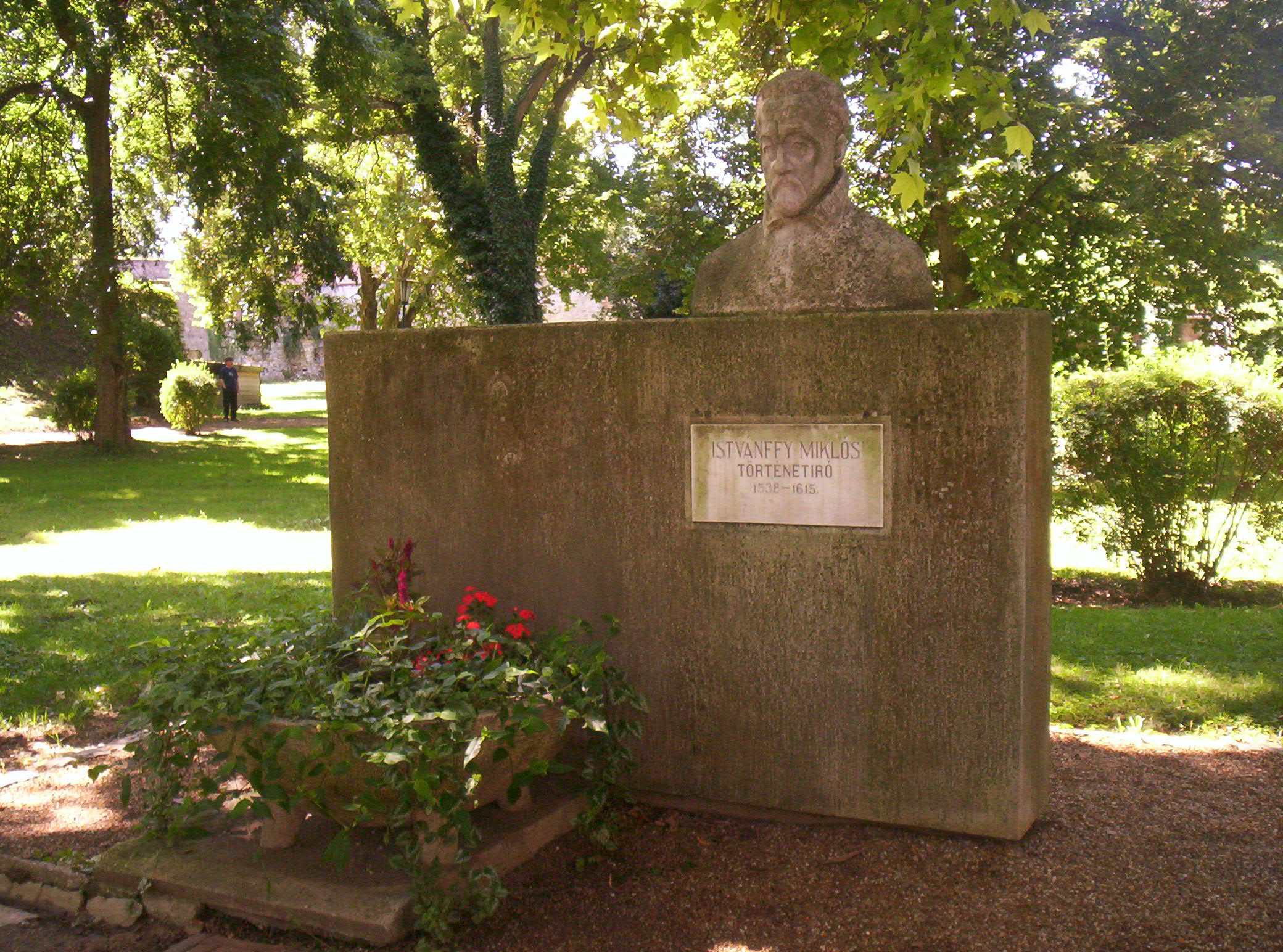
Sculpture commémorative

## Famille
Il est le fils de Pál Istvánffy (†1553), alispán (vicecomes) de Baranya, conseiller royal et l'un des premiers auteurs à versifier en hongrois, et lui-même fils de István (†1517), maréchal du prince héritier Louis. Sa mère est Edwige Gyulay, seconde épouse de son père. Il est le frère de István (†1585), alispán de Veszprém, et de  katalin, épouse de János Márky de Isakfalva, vice-Palatin de Hongrie.
Il épouse vers 1561 Elisabeth Both de Bajna  (†1597), fille de György (1508-1552), lui-même petit-fils de János Both de Bajna, et de Borbála Háshágyi ; veuve du baron Márk Horváth (†1561), föispán de Baranya (dont baron Gergerly Horváth (†1597) alispán de Szepes). 
Enfants :
- Éva, épouse du baron János Drašković de Trakošćan (en), ban de Croatie et neveu du cardinal Juraj Drašković von Trakošćan.
- Orsolya, épouse de  János Dóczy de Lipcse.
- Katalin, épouse du général György Keglevics de Buzin (†1622), vice-ban de Croatie.
- Pál (?-1581)

- Inscription pierre tombale:

„D. O. M. Rudolpho II. Imperatore Caesare Augusto, pio, felici, Nicolaus Isthvánffy Regni Hungariae Pro-Palatinus hac cura posteros levare volens, sibi et Elisabethae Both de Bajna Conjugi pientissime posuit, ut qui XXXV. amplius annis conjunctisimme vixerunt, una etiam resurgant. Anno Christi Salvatoris MDCXV. Vivite superstites mortalitatis memores.” 

## Sources
- Dictionnaire Historique ou Histoire Abrégé des Hommes qui se sont fait un nom par leurs talents, leurs vertus, leurs erreurs ou leurs crimes; Tome VII, L. LEFORT, Lille, 1832.
- Dictionnaire Historique, critique et bibliographique; Tome IX, Prudhomme, Paris, 1810.
- La Survie de la Tradition Historiographique Classique, Docteur honoris causa Laszlo Havas, de L’université de Limoge, 2003.
- Ujabb információk Istvánffy Miklós tékájáról, Berlász Jenő, MKSzle, 1969 Lien pdf (hu).